# Bayleef
Bayleef is de evolutie van de Pokémon Chikorita, een van de drie starters van de Johto regio. Bayleef is een Grass Pokémon. Chikorita evolueert op level 16 naar Bayleef. Op level 32 evolueert Bayleef naar Meganium. In de Pokedex wordt Bayleef als volgt omschreven : De knoppen die om zijn hals zitten verspreiden een kruidig aroma dat mensen vrolijk maakt.

## Trading Cards
Er bestaan 9 ruilkaarten van Bayleef, waarvan twee enkel in Japan uitgebracht zijn. Een van deze kaarten is een δ-kaart, wat betekent dat deze een ander type heeft dan normaal. Op die kaart is het type van Bayleef Fighting.